# 제5보병사단 (대한민국)
제5보병사단(第五步兵師團, 5th Infantry Division, 상징명칭: 열쇠부대)은 대한민국 육군의 보병사단으로 1948년 4월 29일에 창설되었다. 경례 구호는 '단결'이다. 휴전선 최전방 지역에 주둔하며, GOP여단 2개(27, 36)와 예비여단(35)와 포병여단 및 직할대로 구성되어 있다.

## 역사

이승만 전 대통령 헌정 휘호

박정희 전 대통령 헌정 휘호

### 초창기
제5보병사단은 서기 1948년 4월 29일 경기도 수색(現 서울특별시 은평구 수색동)에서 제5여단(대령 김상겸 : 3,4,9 연대)으로 처음 창설되었고 후에 여단 주둔지를 전남 광주로 옮기면서 1949년 5월 12일, 보병 제5사단 (초대 사단장 준장 송호성 : 15,20연대 예속)으로 승격되었다. 1949년 7월에는 백선엽이 사단장으로 부임하였다.
사단은 제15연대를 전주에, 제20연대를 광주에 주둔시켜, 공비토벌과 부대 정비 및 교육훈련을 실시하였고, 제주도 4.3사건과 여수·순천 사건을 진압하였다.

### 한국 전쟁
이후 1950년 6월 25일에 6.25 전쟁이 발발하면서, 육군본부의 소환으로 서울 용산에 올라와 북한군 남하 지연작전에 참여하였다. 1950년 7월 1일부터 시흥으로 지연전을 전개하며 철수하게 되는데, 철수하는 도중 대부분의 병력이 분산되어 17일 사단이 해체되었다. 이후 1950년 10월 8일 대구에 주둔 중이던 27연대, 마산에 주둔 중인 35연대, 부산에 주둔 중인 36연대를 근간으로 대구에서 제 5 보병사단을 재창설하였고, 이 연대들이 지금까지 이르게 된다.
다시 재창설된 5사단은 이후 수많은 전투를 치르게 되는데, 그중에서 특히 피의 능선 전투와 가칠봉 전투가 유명하다.
피의 능선 전투란 종군기자들이 신문에 (Bloody Ridge)라는 이름으로 보도하면서부터 생겨난 이름으로, 강원도 양구에 위치한 983고지·940고지·773고지에서 벌어진 전투를 일컫는 것이다. 이 고지를 탈환하기 위하여 미군 2사단과 국군 5사단이 북한의 12사단, 24사단과 치열하게 맞붙어서, 전투 끝에 한미 양군 1개 연대 규모와, 북한군 1개 사단 규모의 사상자를 내고 한미 양군이 전투에서 승리하였다. 이 전투는 6.25 전쟁을 통틀어 단일 전투에서 최대의 전과를 올린 전투로서, 당시 이 승전보를 접한 이승만 대통령은 5사단에 천하무적 사단이라는 칭호를 부여하였다.
가칠봉 전투는 1951년 6월 23일 휴전회담이 제기된 이후 처음으로 방어에 유리한 지형을 확보할 목적으로, 미군 19군단장이 양구 북방의 가칠봉 일대에 5사단을 투입하여 고지를 점령하도록 한 작전이었다. 당시 북한군은 27사단과 12사단의 2개 사단 규모의 병력을 투입하여 반격에 나섰으나, 40여 일의 치열한 격전 끝에 결국 5사단의 승리로 전투가 끝났다.
이후 5사단은 1952년 10월에 강원도 351고지 전투를 승리로 이끌며 강원도 전선을 북방으로 밀어 올렸고, 이 전선은 지금 강원도에 그어진 휴전선의 일부가 되었다.

### 휴전 이후
휴전이 성립되고 1953년 강원도 화천에 주둔했던 5사단은 전북 남원으로 이동하여 지리산 공비 토벌 작전에 투입되었고 이후 1954년에 강원도 철원, 1960년 경기도 포천, 1971년 경기도 양평을 거쳐 1978년 4월 1일부터 경기도 연천에 주둔하게 되었다.
1961년 5월 19일 당시 5사단장이었던 채명신은 연대장 정봉욱(대령 포병참모)과 함께 사단을 이끌고 5.16 군사정변에 가담하기도 하였다.
2020년 12월부터 육군의 각 사단 예하 연대가 여단으로 승격됨에 따라 5사단 역시 예하 3개 보병연대와 포병연대가 여단으로 승격했다.

5사단 石牌

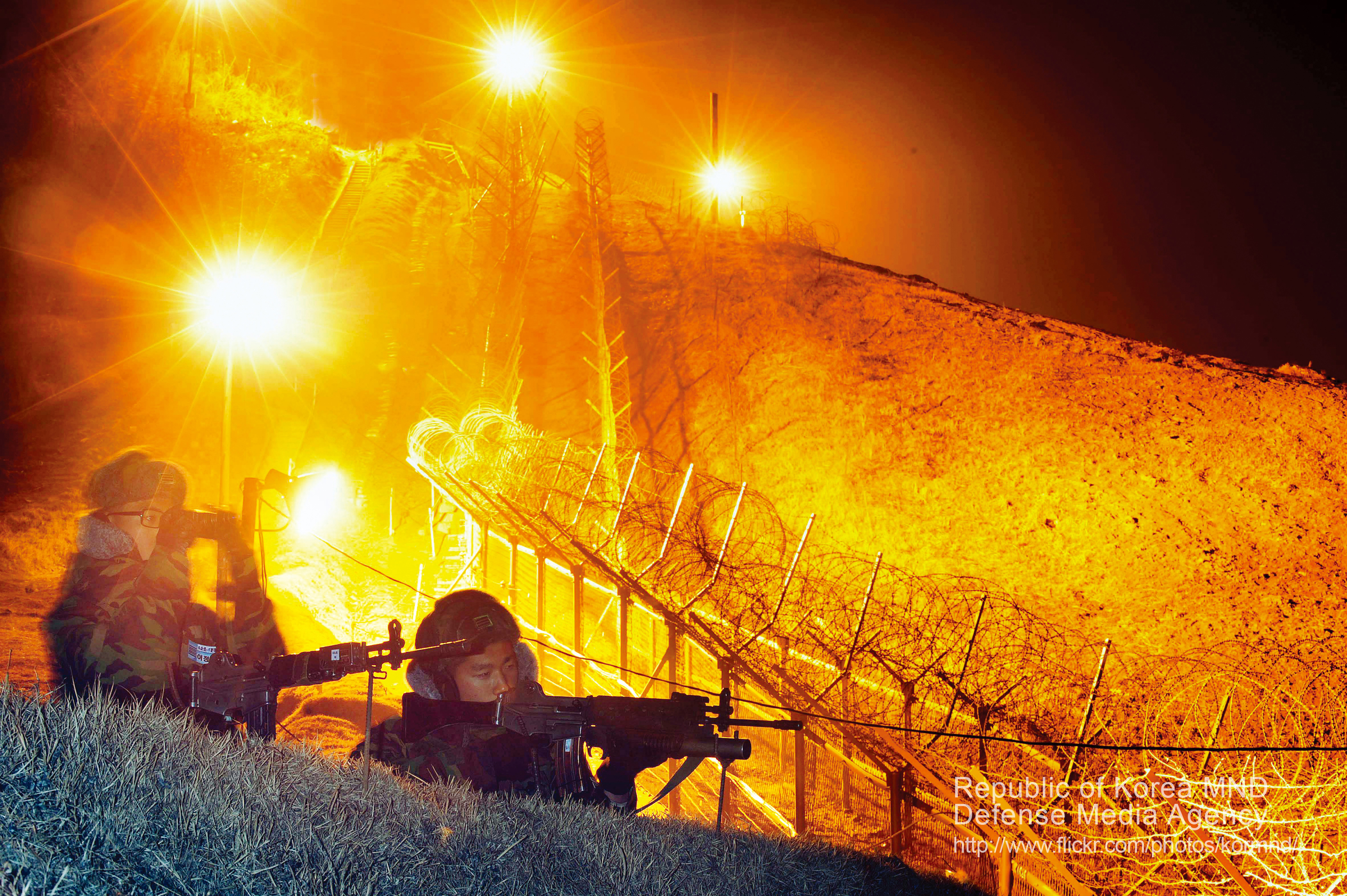
GOP 경계 근무 중인 제5보병사단 장병들

## 백마고지
백마고지는 대한민국의 서북방에 위치한 고지로, 미군이 겨울께에 눈내린 이 고지를 하늘에서 내려다본 모양이 하얀 말과 닮았다 하여 WHITE HORSE라 부른 것에서 그 이름이 유래한다. 이 고지는 경기도와 북한 함경도를 잇는 남북 교통의 요충지에 위치해 있어, 지리적으로 굉장히 중요한 곳이다. 6.25 전쟁 당시 치열한 전투 끝에 백마고지를 잃었다는 보고를 받은 김일성은 이 고지를 잃은 것에 대해 굉장히 아쉬워하며, 백마고지 오른쪽 뒤편 고암산에서 사흘간 통곡하였다 한다. (그래서 고암산을 김일성 고지라 일컫기도 한다.) 제9보병사단의 별칭인 '백마부대'의 모태이기도 한 이 고지는, 현재 제5보병사단이 관할 및 경계를 하고 있다.

## 열쇠 전망대

열쇠전망대

1998년 4월 11일 제5보병사단에서 연천군 신서면 마전리에 세우고 관리하고 있는 전망 시설로, 고향을 그리워하는 실향민과 6.25 전쟁에 참전했던 참전 용사들을 위하여 만들었다. 전망대는 면적 624m2에 지상 2층 구조로 지어졌는데, 1층은 DMZ 체험실, 6.25 전쟁 유품관, 내무실 체험관, 2층은 DMZ 생태계 전시관, 영상브리핑실, 전망대로 구성되어 있다.

## 알려진 전투
- 피의 능선 전투
- 가칠봉 전투
- 가평, 춘천 탈환전
- 인제 탈환전
- 지리산 공비 토벌 작전

## 부대 편성
- 사단본부
- 제27보병여단 (표범) - GOP 경계
- 제35보병여단 (사자)
- 제36보병여단 (독수리) - GOP 경계
- 포병여단 (백곰)
  - 제359포병대대 (K55A1)
  - 제822포병대대 (K55A1)
  - 제988포병대대 (K9)
  - 제999포병대대 (K9)
  - 제77포병대대 (견인곡사포)
- 직할대
  - 본부근무대
  - 공병대대 (황소)
  - 정비대대 (참수리)
  - 보급수송대대
  - 수색대대 (비마)
  - 의무근무대
  - 정보통신대대
  - 전차대대
  - 군사경찰대대
  - 화생방지원대
  - 보충중대
  - 방공중대

## 사단가
```
(1절)
아름다운 내 조국의 완전 통일 위하여

물불을 가림없이 한데 뭉쳐 싸운다.

가평▪︎춘천 탈환전, 피의 능선, 가칠봉.

청사에 아로 새긴 전공 세운 5 사단.

(2절)
슬기로운 내 겨레의 자유, 평화 위하여

화랑의 높은 기개, 온 몸 바쳐 싸운다.

삼각봉과 백암산. 치열한 전투에

달려든 붉은 적을 무찔러 친 5 사단.

(후렴)
조국의 깃발 아래 민족의 이름으로

새 세기 선봉에서 용감히 싸워 나가는

백전백승 열쇠부대. 우리 5 사단!

```

## 주요 인물
- 박정희
- 박상근
- 채명신
- 정지훈
- 이태석
- 이장우
- 김복동
- 신말업
- 김봉찬
- 이석복
- 김석재
- 강신육
- 이장흠
- 김석진
- 민혁 (가수)
- 박지민
- 전정국
- 강지승
- 최병진
- 최강수
- 엄준서

## 같이 보기
- GOP
- GP

1. ↑  제 5 보병사단은 원래 제 6 군단에 소속되어 있었으며, 제 6 군단이 해체됨과 동시에 제 5 군단으로 예속 전환되었다.